# Mid North Coast
Mid North Coast es una región rural situada en el noreste del estado de Nueva Gales del Sur (Australia). Se encuentra a 416 km al norte de Sídney y abarca la costa norte central del estado, desde Port Stephens en Hawks Nest hasta Woolgoolga, cerca de Coffs Harbour. La región cuenta con numerosas playas, parques nacionales y bosques subtropicales, así como con zonas rurales dedicadas a la agricultura y la explotación forestal. Las principales ciudades costeras son Coffs Harbour, Forster y Port Macquarie. Mid North Coast es un destino popular para acampar, practicar surf y disfrutar de los complejos turísticos. Cuenta con rutas costeras y por el interior, y el singular pueblo de montaña de Bellbrook, declarado patrimonio histórico, es un lugar muy popular para excursiones o para campistas y aficionados a la pesca de la lubina.
Hacia el norte, más allá de Newcastle, se encuentran las principales ciudades de la región: Bulahdelah, Forster, Tuncurry, Wingham, Taree, Port Macquarie, Kempsey, South West Rocks, Macksville, Nambucca Heads, Bellingen y Coffs Harbour. Taree, Port Macquarie y Coffs Harbour son los principales centros comerciales, con grandes centros comerciales, instalaciones públicas y atracciones. Kempsey y Forster-Tuncurry se consideran centros comerciales secundarios. Entre los destinos turísticos más populares se encuentran Bellbrook, North Haven, South West Rocks, Urunga, Gloucester, Crescent Head, Hawks Nest, Woolgoolga, Old Bar, Lake Cathie y Pacific Palms.
La región tiene un clima subtropical y es conocida por sus cursos de agua, playas y su interior, cubierto de bosques y granjas. Las principales actividades económicas son la agricultura, la explotación forestal y el turismo.

## Demografía y superficie
Las siguientes áreas de gobierno local se encuentran dentro de la región:
| Clasificación de Mid North Coast | Área de gobierno local                  | Población al 30 de junio de 2016 | Tasa de crecimiento de 10 años | Densidad de población (personas/ km² ) |
| -------------------------------- | --------------------------------------- | -------------------------------- | ------------------------------ | -------------------------------------- |
| 1                                | Ayuntamiento de Mid Coast               | 91.958                           | 8.7                            | 9.1                                    |
| 2                                | Ayuntamiento de Port Macquarie-Hastings | 79.905                           | 14.2                           | 21.7                                   |
| 3                                | Ayuntamiento de Coffs Harbour           | 74.641                           | 12.0                           | 63.6                                   |
| 4                                | Ayuntamiento del condado de Kempsey     | 29.454                           | 5.1                            | 8.7                                    |
| 5                                | Ayuntamiento del condado de Nambucca    | 19.521                           | 6.7                            | 13.1                                   |
| 6                                | Ayuntamiento del condado de Bellingen   | 12.893                           | 1.4                            | 8.1                                    |
| Mid North Coast                  | Mid North Coast                         | 308.372                          | 10.0                           | 14.4                                   |

## Transporte público

### Autobús
Hay muchos servicios de autobús que operan en toda la región. Entre las empresas que los prestan se encuentran Buslines, Busways, Eggins, Ryans y Sawtell Coaches.

### Ferrocarril
Hay varias estaciones de tren en Mid North Coast a las que llegan tres trenes: el Grafton, el Casino y el Brisbane XPT. Todos ellos circulan una vez al día hacia el norte y hacia el sur. Si se viaja desde la estación central de Sídney hacia el norte, la primera estación de la costa central norte es Gloucester, seguida de Wingham y Taree. Más al norte se encuentran Kendall, Wauchope (para Port Macquarie), Kempsey, Eungai, Macksville, Nambucca Heads, Urunga, Sawtell y Coffs Harbour. No hay estación en Forster-Tuncurry.

### Aeropuertos
El aeropuerto de Port Macquarie y el aeropuerto de Coffs Harbour son los dos principales aeropuertos regionales que ofrecen vuelos nacionales directos diarios a Sídney, Brisbane, Melbourne, Canberra y la isla Lord Howe .

## Política
Mid North Coast incluye seis áreas de gobierno local : la ciudad de Coffs Harbour, el condado de Bellingen, el condado de Kempsey, el ayuntamiento de Mid Coast, el condado de Nambucca y el ayuntamiento de Port Macquarie-Hastings. También incluye cuatro electorados estatales ( Coffs Harbour, Myall Lakes, Oxley y Port Macquarie ) y dos electorados federales ( Cowper y Lyne ).
La región es conservadora y está dominada por la Coalición en la política estatal y federal, en particular por el Partido Nacional. De los dos distritos electorales federales, Cowper sólo ha estado gobernado por el Partido Laborista una vez (durante un mandato) y Lyne nunca ha estado gobernada por el Partido Laborista (aunque un independiente la gobernó durante cinco años). A nivel estatal, la Coalición controla todos los distritos electorales de Mid North Coast con seguridad (el Partido Nacional controla Coffs Harbour, Myall Lakes y Oxley, mientras que el Partido Liberal controla Port Macquarie).
En la Encuesta Postal sobre la Ley de Matrimonio de Australia, un plebiscito de 2017 que finalmente legalizó el matrimonio entre personas del mismo sexo en Australia, ambos distritos electorales federales de la costa norte central registraron mayorías a favor del «sí», mientras que en el referéndum sobre la república australiana de 1999 y en el referéndum sobre la voz indígena australiana de 2023, ambos distritos registraron mayorías a favor del «no».